# Paratrimma urospila
Paratrimma urospila es una especie de peces de la familia de los Gobiidae en el orden de los Perciformes.

## Hábitat
Es un pez de Mar y, de clima subtropical y demersal que vive entre 0-10 m de profundidad. 

## Distribución geográfica
Se encuentra en el Pacífico suroriental: Isla San Félix (Chile ).

## Observaciones
Es inofensivo para los humanos. 